# Fudbalski klub Fabrika automobila Priboj
Il Fudbalski klub Fabrika automobila Priboj, noto anche con l'acronimo FK FAP, è una squadra di calcio serba con sede a Priboj.

## Storia
La squadra è stata fondata il 14 maggio 1955, come rappresentativa della Fabrika automobila Priboj, industria automobilistica fondata nella città di Priboj nel 1952. Durante la Repubblica Socialista Federale di Jugoslavia ha militato negli anni '70 del XX secolo nella serie cadetta jugoslava, risultando la settantatreesima squadra nella classifica perpetua della Druga savezna liga. Miglior piazzamento raggiunto fu l'ottavo posto nel girone est della Druga Liga 1971-1972. Nella stagione 1975-1976 ha inoltre vinto la Srpska Liga, terzo livello del campionato serbo di calcio.
Dopo la fine della Jugoslavia il FK FAP milita nelle serie inferiori della Serbia.

## Palmarès
- Srpska Liga: 2

1975-1976, 2024-2025